# Српско социолошко друштво
Српско социолошко друштво је научно друштво које окупља социологе у Србији.

## Називи друштва
- Секција Југословенског удружења за социологију за НР Србију (28. децембар 1954 - 1956);
- Секција Југословенског друштва за социологију за НР Србију (1956 - 10. јун 1961), када је након сугестије Централног комитета Савеза комуниста Југославије одлучено да се обједине Српско филозофско друштво и Југословенско удружење за социологију, на скупштини ЈУС-а 1956. године је створено Југословенско друштво за социологију;
- Српско социолошко друштво (10. јун 1961 - 1972), услед одлуке да републичке секције постану самостална друштва, дошло је до обнове традиционалних попут Српског хемијског друштва, Српског географског друштва, Српског лекарског друштва и других, па су се и социолози определили да на тај начин назову своје друштво;
- Социолошко друштво Србије (1974 - 7. мај 2006), после уставних амандмана и фактичке конфедерализације СФРЈ, дошло је до стварања Социолошког друштва Војводине и Социолошког друштва Косова;
- Српско социолошко друштво (7. мај 2006).

## Социолошки преглед
Српско социолошко друштво издаје научни часопис Социолошки преглед.

## Руководство

### Председници
- проф. др Радомир Лукић (1954-1956)
- Цветко Костић (1957-1959)
- Војин Милић (1959-1960)
- Владимир Рашковић (1960-1961)
- Михаило В. Поповић (1961-1962)
- Мирослав Печујлић (1962-1964)
- Фирдус Џинић (1966-1968)
- Загорка Голубовић (1968-1971)
- др Драгољуб Мићуновић (1971-1973)
- Миодраг Ранковић (1973-1975)
- Живан Танић (1975-1977)
- Анђелка Милић (1977-1979)
- Ружа Петровић (1979-1981)
- Слободан Бакић (1981-1982)
- Мирослав С. Ђорђевић (1982-85)
- Божидар Јакшић (1985-1987)
- др Весна Пешић (1987-1989)
- Владимир Милић (1989-1992)
- Марина Благојевић (1992-1994)
- Милош Немањић (1994-1996)
- Слободан Вуковић (1996-2000)
- Милан Трипковић (2000-2002)
- Драган Коковић (2002-2004)
- проф. др Милован Митровић (2004-2008)
- проф. др Слободан Антонић (2009-2013)
- Драган Тодоровић (2013-2015)
- Срђан Шљукић (2015-2017)
- Јасмина Петровић (2017-2019)
- Слободан Миладиновић (2019-)

### Председништво

#### Председништво (1982)
Мирослав Ђорђевић (в.д. председника), Сретен Вујовић (потпредседник), Станоје Ивановић (секретар), Гордана Каћански-Удовички (благајник), Љубиша Крстић, проф. др Милован Митровић (председник Социолошког друштва Војводине), Бранко Јовановић, проф. др Марија БогдановићАлександра Митровић, Ђурђица Пићурић, Иван Јанковић, Угљеша Звекић, Милена Давидовић, Божидар Јакшић, Зоран Манојловић, др Драгољуб Мићуновић, Милош Немањић, Слободан Цанић, Петар Првуловић, Срећко Михајловић и Милоје Грбовић.

#### Председништво (2009)
проф. др Слободан Антонић, Зоран Аврамовић, Срђан Шљукић, Владимир Вулетић, Драган Тодоровић, Слободан Мрђа, Жолт Лазар.

#### Председништво (2019)
Проф. др Слободан Миладиновић, проф. др Јасмина Петровић, проф. др Јован Базић, проф. др Слађана Драгишић Лабаш, проф. др Снежана Стојшин, проф. др Урош Шуваковић, др Слободан Мрђа (секретар)